# Ciudad temporal
Una ciudad temporal es un asentamiento de carácter urbano y duración limitada que se rige por un reglas similares a las de las ciudades permanentes. Su temporalidad y rápida necesidad de gestión y movimiento de recursos requieren una planificación mayor de la habitual con el fin de cumplir exitosamente la función para la que son concebidas. Suelen aparecer con motivo de una situación muy concreta, como una peregrinación religiosa, un festival o una situación de emergencia.

## Concepto de ciudad temporal

### Duración
Las ciudades temporales son concebidas para períodos limitados de tiempo. Sin embargo, su existencia se extiende en un gran número de casos. Con base en este criterio, se puede diferenciar entre ciudades instantáneas y ciudades indefinidas, ambas temporales.
En las primeras, los cambios y acontecimientos están previstos y subordinados a la propia planificación; en las segundas, en cambio, su evolución es más libre y depende de varios factores como la variación de su población y la situación socioeconómica del entorno, compartiendo características con la ciudad informal.

### Escala
El fenómeno de la ciudad temporal engloba poblaciones de escalas muy distintas. Sus dimensiones dependen, fundamentalmente, del uso para el que son concebidas.
Los campos de refugiados suelen ser concebidos para unas decenas de miles de personas, pero lo normal es que multipliquen su población con el paso del tiempo. Por tanto, se trata de ciudades temporales con población creciente. Su orden de población actual está en los cientos de miles.
Las ciudades de peregrinación son también los ejemplos de mayor población, con cifras del orden de los millones de habitantes.
El resto de ciudades temporales, como los festivales, tienen poblaciones distintas según cada caso, pero siempre en torno a los miles de habitantes (decenas de miles en algunos casos), cifras mucho menores que en los dos casos anteriores.

### Funcionamiento
Al tratarse de ciudades que, generalmente, se crean para desempeñar una función muy concreta, los sistemas de gestión y la logística son algo que se tiene en cuenta desde el momento en que son concebidas. La diversidad de usos no implica grandes diferencias en la gestión y la forma de la ciudad.
Uno de los principales puntos en la gestión es la previsión de los flujos, que suelen ser siempre hacia los mismos lugares y a las mismas horas, provocando grandes desplazamientos y aforos en lugares concretos.
La gestión de los recursos y las infraestructuras se va complejizando y pareciéndose al de una gran ciudad permanente cuanto mayor sea la ciudad temporal.
Las infraestructuras dependen de las dimensiones de la ciudad temporal. En las de mediana escala, el abastecimiento de agua y sanitarios se hace mediante instalaciones portátiles y pequeños depósitos, o conectando a una red existente en caso de que esté disponible en el lugar. En las grandes ciudades, se montan y desmontan tuberías y colectores que después de reutilizan en poblaciones del entorno o se almacenan para la próxima edición.
La alimentación suele correr a cargo de los habitantes. Ellos mismos se encargar de hacer llegar a la ciudad sus provisiones para el tiempo durante el que esta va a existir. No obstante, existen también pequeños puestos o establecimientos proveedores de comida preparada. En las de mayor tamaño, existen mercados y grandes establecimientos. En otras ciudades, como los campos de refugiados, la institución es la encargada de repartir comida.
La energía se obtiene mediante generadores portátiles o se conecta a una red cercana si está disponible. Independientemente del tamaño, la energía producida siempre es para instalaciones generales y funcionamiento de la propia ciudad. Aspectos individuales como la preparación de comida o iluminación corren siempre a cargo de cada habitante, mediante los sistemas portátiles que crean más convenientes.

## Tipologías

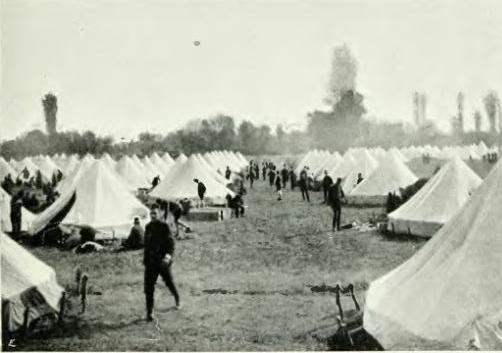
Campamento militar Otomano

### Militar
Los campamentos militares son asentamientos que surgen en lugares estratégicos de zonas bélicas. Sirven para alojar a una agrupación de tropas de manera temporal o permanente. Los reclutas cumplen sus funciones básicas en ellos, como entrenamiento, higiene o descanso. A veces también existen encarcelamientos temporales para los detenidos temporales.
Son el primer ejemplo de ciudad temporal planificada y el origen del resto de tipos. Aunque su función era muy concreta, sus sistemas de diseño y organización han sido los utilizados también para otras ciudades temporales.
Su origen está en los campamentos militares romanos, que sirvieron tanto para defensa de las fronteras como para asedios y campañas para la expansión del imperio. Su duración era variable entre lo temporal y lo permanente, albergando numerosos servicios para el ocio legionario, como prostíbulos, tabernas, baños y tiendas.
En su diseño, primaba la seguridad y la facilidad de acceso a los puestos defensivos. Mientras que en sitios peligrosos o campamentos cuya existencia se prolongaba en el tiempo se construían murallas de piedra, lo habitual era construirlas con madera, mientras que un foso perimetral rodeaba el campamento.

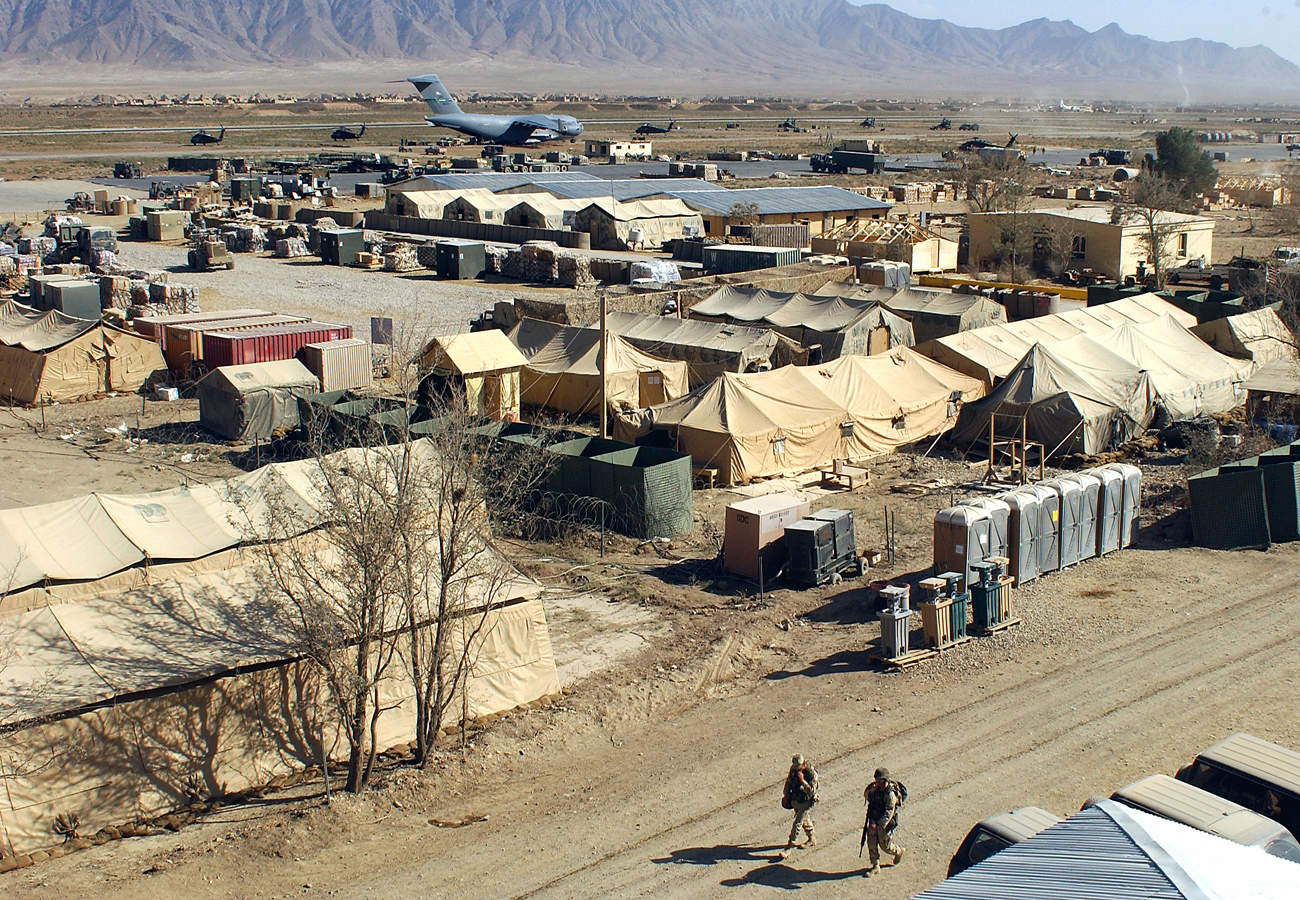
Campamento militar en Afganistán

En el interior, se ubicaba la legión y parte de su séquito. En el centro, se ubicaba el praetorium, el edificio en el que vivía el comandante del fuerte, y alrededor se situaban los cuarteles con los legionarios, cárceles, establos para la caballería, locales administrativos, almacenes de grano y alimento, carnicerías, talleres de herreros, carpinterías, zapaterías, talleres de forja y todo tipo de edificios con artesanos que cubrían la logística de la legión. En el perímetro se disponía de unas tierras de cultivo para asegurar el abastecimiento de alimentos. Toda la arquitectura de estas ciudades estaba realizada con madera y tela, de manera muy similar a los campamentos actuales en los que, solamente, se ha sustituido la madera por metal.

### Festival
Los festivales son ciudades temporales que duran unos pocos días y congregan a un número variable de personas para una serie de eventos musicales o actividades de otro tipo, como la construcción. En torno a ellos aparecen otros usos de alojamiento y comercio que dependen de la dimensión y número de visitantes. Suelen contar con el espacio dedicado a conciertos, un área de alojamiento o acampada y otra zona de establecimientos de comida y bebida. Se promueven mediante iniciativa privada.
Algunos ejemplos son la Black Rock City, del festival Burning Man, la Instant City, de Prada Poole, y Bellastock, organizado por la universidad parisina de Belleville.

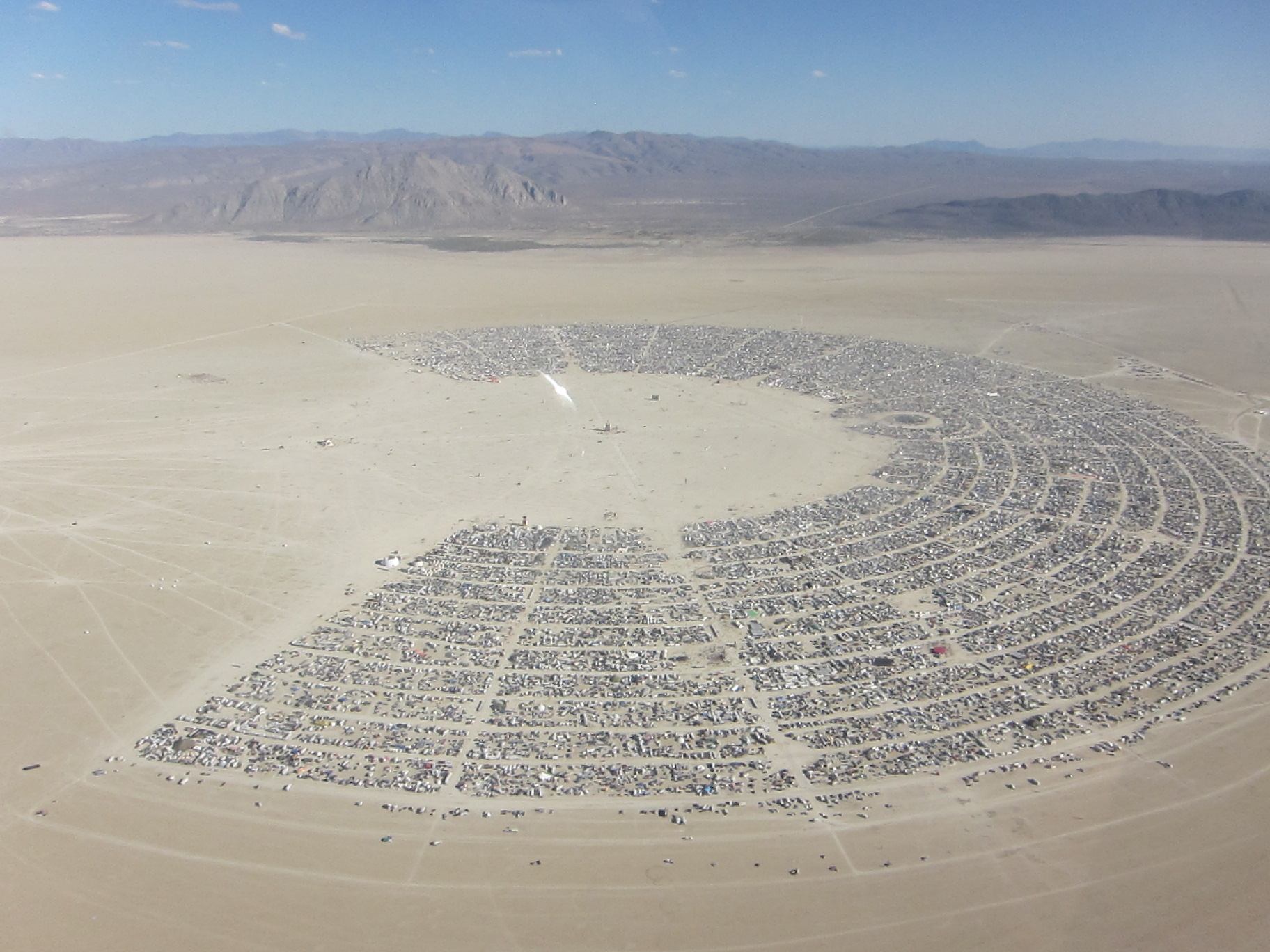
Imagen aérea del festival Burning Man

#### Black Rock City
Black Rock City es la ciudad que alberga el festival de Burning Man, que se celebra desde 1990 en el desierto de Black Rock (Nevada, Estados Unidos). Surge a partir de una comunidad hippie de San Francisco que compartía intereses filosóficos traducidos en la libertad sexual, la música, la drogas psicoactivas y las convicciones políticas y que solía congregarse en Baker Beach, donde surgió la ya icónica idea de quemar una escultura gigante de madera con forma de hombre. La falta de seguridad del lugar para esta práctica les llevó a buscar un espacio más aislado, el lugar actual. El festival tiene siete días de duración.
La ciudad que se monta y desmonta cada vez ese forma por una mezcla de tiendas, autocaravanas, furgonetas, carromatos y estructuras temporales. El presupuesto de Burning Man se eleva aproximadamente a 10.000.000 de dólares y su población a 50.000 personas, lo que convierte a Black Rock City en la séptima ciudad más importante de Nevada. Para cada edición, se realiza un plan urbanístico que organiza el espacio en forma de una corona circular , con calles que delimitan unas manzanas en las que se van estableciendo los visitantes. En el centro del círculo se ubica la gran escultura de madera que arderá al final del festival y que cada año es diseñada por un artista diferente. Además, es habitual que los participantes creen sus propias obras de arte, en sintonía con la filosofía del festival. Las servicios se suplen con pequeñas instalaciones portátiles para aseos y abastecimiento de agua.

#### Bellastock
Bellastock es un festival de arquitectura organizado por la universidad de Belleville y tiene lugar en las inmediaciones de París, un ejemplo de arquitectura participativa y del reciclaje. En él participan estudiantes y arquitectos, cada año trabajando sobre un material y una temática diferentes. Al llegar, a cada grupo se le asigna una cierta cantidad de este material, con el que deberán construir un espacio efímero que será su hábitat durante el tiempo de celebración del festival. Todo ello conforma una ciudad temporal que alberga unos 1.000 participantes. Al final del festival, se elige un ganador de entre todos los equipos participantes.
Fue creado en 2006 por estudiantes de la universidad de Belleville y, desde entonces, su actividad se ha diversificado y extendido sus patrocinios y colaboraciones con otras escuelas de Francia y el resto del mundo, empresas e instituciones públicas. Los servicios queridos se suplen mediante instalaciones portátiles que cada año poseen un diseño distinto en lugar de ser simples piezas prefabricadas. Esto incluye baños, duchas y cocinas. Estas últimas son utilizadas por el personal del festival para elaborar comida para todos los participantes.
En los años 2011 y 2012, la ETSAM participó a través del máster de Arquitectura Efímera.

#### Instant City
La Instant City fue la ciudad temporal que albergó en octubre de 1971 el VII Congreso de la International Council of Societies of Industrial Design (ICSID). Fue organizado y propuesto por la Agrupació del Disseny Industrial del Foment de les Arts Decoratives (ADI/FAD). Fue diseñada por Prada Poole con el fin de albergar unas 1.000 personas en la playa de Port de Sant Miquel de Ibiza y después poder desaparecer sin dejar rastro. El diseño resultante fue una ciudad hinchable realizada por una empresa de flotadores, mediante unas construcciones neumáticas de plástico unidas mediante grapas, un sistema ideado por el propio arquitecto. Los propios habitantes fueron requeridos para la construcción de los elementos principales, una sala común, un centro sanitario, un recinto de asistencia al diseño y un sistema de control de basuras; así como una calle principal a la que se acoplarían otras calles secundarias y cada una de las habitaciones de los asistentes, cuya construcción correría a su cargo. Para ello, se le asignaba una cinta métrica, un rotulador y unas tiras de plástico de 1,20 metros de ancho y de longitud variable en función de si la habitación que van a construir albergará a dos, cuatro o seis personas y una cartilla constructiva.
Su construcción requirió de un amplio sistema de ventiladores, motores y sistemas eléctricos. Los espacios húmedos se resolvieron mediante instalaciones portátiles.

### Peregrinación
Las ciudades de peregrinación son asentamientos de gran tamaño que tienen lugar con motivo de grandes acontecimientos religiosos en los que un gran número de personas se desplazan a un lugar concreto. Dado el elevado número de asistentes, requieren de un gran despliegue y diseño para albergar a su extensa población temporal de manera eficiente y sin colapsos. En estas ciudades, los sistemas se complejizan más que en los ejemplos anteriores.

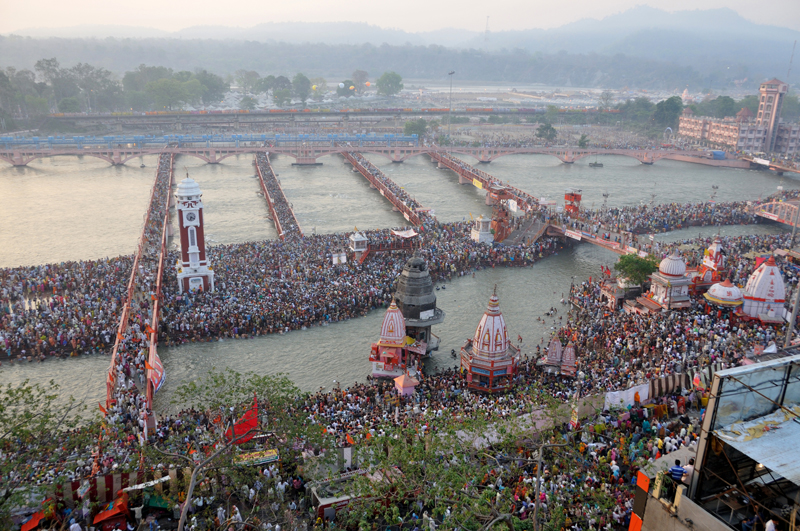
Imagen aérea de la ciudad de Kumbh Mela

#### Kumbh Mela
Kumbh Mela es un ejemplo extremo de una congregación religiosa que genera un asentamiento temporal, que se despliega para la celebración de un festival religioso hindú cada doce años, en una ubicación que va rotando entre cinco enclaves distintos. Sirve aproximadamente a cinco millones de personas que se reúnen durante cincuenta y cinco días y a un flujo adicional de diez a veinte millones de personas que vienen durante ciclos de veinticuatro horas en seis fechas clave.
Para soportar la reunión pública más grande del mundo, la ciudad efímera del Kumbh Mela, en cuestión de semanas, despliega sus propias calles, puentes, tiendas de campaña, residencias, lugares para reuniones espirituales y múltiples edificios que funcionan como infraestructura social de diversos tipos, como hospitales, teatros o clínicas de vacunación.
La ciudad efímera se construye en algunas semanas después de que el nivel del Ganges desciende, una vez que termina el monzón. La agregación de unidades converge en una interminable textura de algodón, plástico, madera contrachapada y otros materiales organizados por una red de infraestructura inteligente que articula caminos, electricidad y desechos.
Con el fin de abastecer de agua y saneamiento a una población tan grande, se crea una serie de infraestructuras temporales, incluyendo puentes flotantes y calles constituidas por grandes planchas de acero, que más tarde se desensamblan en piezas que son reutilizadas en construcciones cercanas o se almacenan para servir a próximas ediciones del festival.
Mina
La ciudad de Mina es en realidad un barrio de La Meca, en Arabia Saudita, situado a unos cinco kilómetros del centro de la ciudad y entre ésta y la colina de Arafat. Ocupa un área de, aproximadamente, 20 kilómetros cuadrados. En ella se albergan de manera temporal cada año cientos de miles de personas con motivo del Hajj. Más de 100.000 tiendas acondicionadas para sus visitantes. Aunque su población es temporal, su construcción es permanente y posee todas las infraestructuras propias de una ciudad permanente, como saneamiento y viario.

### Emergencia
Las ciudades de emergencia se crean con motivo de situaciones extraordinarias como catástrofes naturales, guerras o crisis migratorias. Son, de todas ellas, las más inciertas en cuanto a su tiempo de duración. Suelen surgir de manera rápida después de situaciones como terremotos, maremotos o huracanes. Los campos de refugiados aparecen en puntos de los flujos migratorios que se originan a partir de huidas por situaciones políticas o bélicas. Son promovidas por gobiernos u organizaciones no gubernamentales.

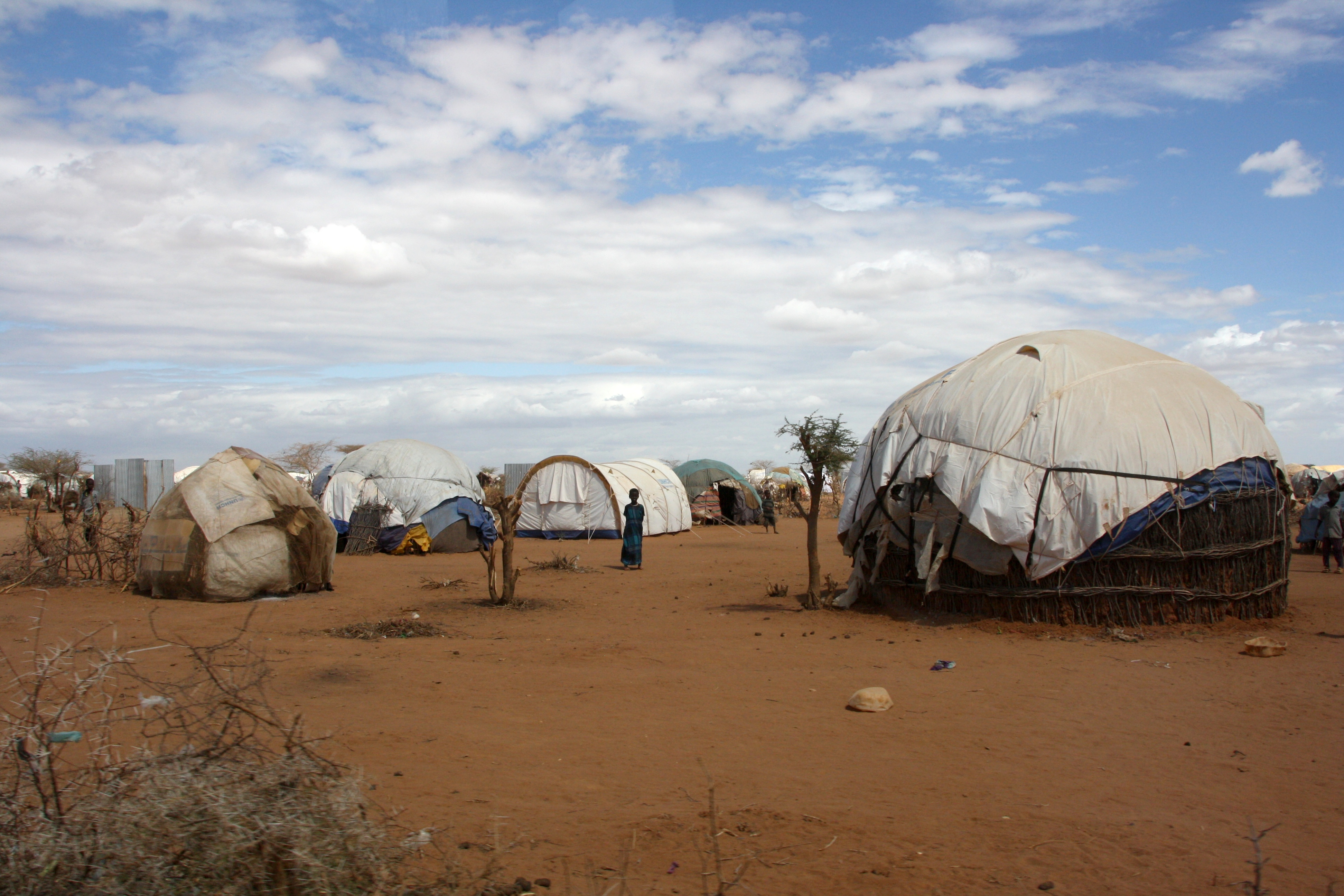
Viviendas del campo de refugiados de Dadaab

#### Dadaab
Dadaab se creó en 1991, cuando estalló la guerra civil en Somalia y el Alto Comisionado de las Naciones Unidas para los Refugiados (ACNUR) construyó un gigantesco complejo compuesto por los tres campos más grandes del mundo: Hagadera, Dagahaley e Ifo. En principio, era un espacio habilitado para 90.000 personas. Ahora es el mayor del mundo, y en él habitan más de 402.361 personas. Entre otros, da cobijo a miles de somalíes y miembros de los diversos grupos étnicos minoritarios de Somalia y a los bantúes.
Es una ciudad de ciudades en constante cambio y crecimiento. La última gran aportación de población ocurrió en 2011, cuando 130.000 nuevos refugiados llegaron de Somalia debido a una seria sequía.
Aunque no deja de ser una ciudad temporal, es tan inmensa y duradera que posee características propias de una ciudad permanente, es decir, actividades que ya no son por un periodo limitado de tiempo, sino que se extienden y asientan, generando un nuevo tejido económico y una alta densidad de población. Además, alberga una potente infraestructura de servicios públicos, como escuelas, hospitales, espacios religiosos y cementerios. Existe incluso una red de autobuses y un gran movimiento comercial entre los distintos campos. Sin embargo, la falta de planificación y la improvisación hacen que el funcionamiento de la ciudad no sea satisfactorio y no existan infraestructuras básicas como abastecimiento de agua o saneamiento.
La población se alberga en tiendas distribuidas por ACNUR, con una media de cuatro personas por cada una de ellas. Todo se organiza a partir de una estructura en forma de rejilla, con el mercado en un extremo y pequeños cinturones verdes rodeando cada grupo de tiendas, que van distorsionando la rejilla y dándole una forma más orgánica.